# Nick Pivetta
Nicholas John Carlo Pivetta (Victoria, 14 febbraio 1993) è un giocatore di baseball canadese, di ruolo lanciatore, che gioca per i San Diego Padres (MLB).
In precedenza ha giocato in MLB con i Philadelphia Phillies e i Boston Red Sox.
Pivetta è stato scelto dai Washington Nationals al 4° round del Draft 2013, per poi essere ceduto ai Phillies durante la stagione 2015 e con cui ha debuttato in MLB nel 2017.